# Belo Jardim
Belo Jardim este un oraș în Pernambuco (PE), Brazilia.